# Antocha (Antocha) monticola
Antocha (Antocha) monticola is een tweevleugelige uit de familie steltmuggen (Limoniidae). De soort komt voor in het Nearctisch en Neotropisch gebied.